# Die Gerechten von Kummerow
Die Gerechten von Kummerow ist ein deutscher Spielfilm der DEFA von Wolfgang Luderer aus dem Jahr 1982, er beruht lose auf dem gleichnamigen Roman von Ehm Welk. 

## Handlung
Der Hirte Krischan lebt seit 24 Jahren im kleinen preußischen Dorf Kummerow. Er ist beliebt bei den Kindern, da er ihnen stets fantastische Geschichten aus seiner Zeit als Seefahrer erzählt, und beliebt bei den Dorfbewohnern, da er für seine Arbeit kein Geld verlangt. Was jeder weiß, aber jeder auch erfolgreich verdrängt, ist, dass Krischan ohne Papiere im Dorf lebt.
Eines Tages schlägt der reiche Müller Düker sein Pferd, da es breitbeinig auf dem Dorfplatz zu stehen kommt und beim Stehen mit dem Kopf wackelt, was die Dorfbewohner amüsiert. Sie wetten mit Düker, dass er seinem Pferd keine Manieren beibringen können wird, und Düker versucht es dennoch mit Gewalt. Der tierliebe Krischan stellt sich gegen Düker und wird von ihm geschlagen. Die Kinder drängen Düker schließlich zurück, der sein Pferd mit einem letzten rabiaten Schlag umbringt. Bald sammeln sich die Klagen bei Gericht: Während Düker von verschiedenen Dorfbewohnern wegen Tierquälerei und öffentlichen Ärgernisses verklagt wird, verklagt wiederum Düker das Dorf wegen Duldung eines Mannes ohne Papiere – Krischan. Der verlässt am nächsten Tag das Dorf und kehrt nicht mehr zurück. Die Kinder des Dorfes, allen voran der intelligente Martin, der arme Johannes und der dümmliche Hermann, schwören Rache und bewerfen nun regelmäßig nachts das Haus des Müllers mit Kartoffeln.
Bei der Gerichtsverhandlung wird Düker wegen Tierquälerei zu vier Wochen Gefängnis verurteilt. Die drei Jungen werden vom Richter als „Gerechte“ gelobt, hätten sie mit ihrer Aktion doch nicht nur Krischan, sondern auch dem Pferd helfen wollen. Der Richter fordert zudem die Dorfbewohner auf, nach Krischan zu suchen und ihn für seine Tierliebe, aber auch sein langes, ehrenamtliches Wirken im Dorf auszuzeichnen. Die Dorfbewohner jedoch bleiben untätig, was die Kinder empört. Als „Gerechte“ versuchen sie nun zunächst, weitere Tierquälereien anzuzeigen, können sich dabei jedoch nicht immer auf ihr Gefühl verlassen und fügen ihrer Umwelt mit ihren Aktionen eher Schaden zu.
Eines Tages wird deutlich, dass die Freunde getrennt werden sollen. Als Johannes’ Großvater stirbt und die Mutter daraufhin das Dorf verlässt und den Jungen dem Dorf überlässt, beschließt die Gemeinschaft, Johannes in ein anderes Dorf zur Pflege und Ausbildung zu schicken. Der intelligente Martin wiederum soll das nächste Schuljahr eine Schule in der Stadt besuchen. Johannes gelingt schon nach kurzer Zeit die Flucht zurück nach Kummerow. Mit Martin reißt er nun aus, um endlich Krischan zu finden. Beide treiben mit ihrem Boot ab und werden schließlich von einem Bauern aufgelesen, der Martins Vater benachrichtigt. Bald sind beide Jungen wieder in Kummerow und nun beginnt der Ernst des Lebens: Martin packt seine Sachen für die Stadtschule. Gemeinsam mit Johannes, der wieder zu seinen neuen Pflegeeltern muss, reist er im Pferdewagen aus Kummerow ab. Beide blicken ein letztes Mal auf ihr Dorf zurück.

## Produktion und Veröffentlichung
Das Szenarium stammt von Konrad Reich und für die Dramaturgie war Gerd Gericke zuständig.
Die Uraufführung fand am 18. März 1982 im Berliner Kino Colosseum statt, am 28. August 1984 wurde das Werk zum ersten Mal im 2. Programm des Fernsehens der DDR ausgestrahlt.

## Kritik
Die zeitgenössische Kritik schrieb, dass sich die hohen Erwartungen an den Film nicht erfüllt hätten: Statt auf Sozialkritik setze der Film „auf das betuliche Milieu, die traute Idylle. Dadurch gerät der Film […] in eine Unverbindlichkeit hinein, die im Detail noch liebenswert sein mag, im Gesamteindruck aber das falsche Bild einer vermeintlich heilen Welt zeichnet, in der nur der übliche Generationenkonflikt auszutragen ist.“ Andere Kritiker sahen zwar ebenfalls eine Verflachung des Films im Verhältnis zur Romanvorlage, lobten jedoch, dass „in prächtigen Farben […] herrliche Landschaftsbilder eingefangen“ wurden.
Das Lexikon des internationalen Films nannte Die Gerechten von Kummerow eine „[s]chwerfällige, inszenatorisch konventionelle Verfilmung eines vielgelesenen Romans von Ehm Welk“. Für Cinema war der Film eine „[b]iedere Fortsetzung der ‚Heiden von Kummerow‘. Fazit: Kommt leider nur schwer in die Gänge“.